# Acerentomon tuxeni
Acerentomon tuxeni är en urinsektsart som beskrevs av Josef Nosek 1961. Acerentomon tuxeni ingår i släktet Acerentomon och familjen lönntrevfotingar. Inga underarter finns listade i Catalogue of Life.